# Тириган
Тириган (Тирикан или Терикхан) је био последњи гутијски владар у Сумеру (збачен око 2104. п. н. е.).

## Историја
Гути су покореном Месопотамијом владали 125 година. Пред крај тог периода културно заостала племена Гута до извесне мере су се асимиловала са културно развијенијим племенима Акада и Сумера. Гутијски краљеви примили су вишу и старију сумерску културу и почели у својим натписима да се служе акадским језиком. Али је становништво Међуречја мрзело туђинце и често дизало устанке. Најзад је Сумер, који је мало-помало ојачао, отворено устао против туђинских владара. Утукегал (Утук-Хегал), краљ Урука, на челу својих трупа устао је против гутијског краља Тирикана (Терикхана), кога натписи из тог времена називају "змајем планина, непријатељем богова, који је однео у планине Сумерско царство". После крваве битке Утукегал је однео пресудну победу над Гутима, нагнао Тирикана у бекство, потукао његове трупе, а њега самог заробио. Тако се завршила владавина Гута у Месопотамији (око 2228-2104. п. н. е.)..